# Jan de Landgraaf

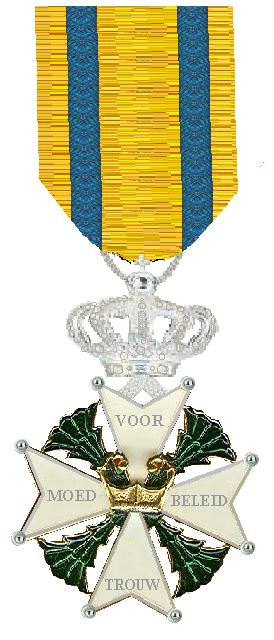

Jan de Landgraaf (Sliedrecht, 11 februari 1921 - aldaar, 22 maart 1978) was een Nederlands verzetsstrijder tijdens de Tweede Wereldoorlog.
De Landgraaf was 'line-crosser' in de Biesbosch en maakte tussen januari 1945 en de bevrijding met zijn kano dertig crossings ten behoeve van de Nederlandse Inlichtingendienst. Ook was hij daar met enkele anderen betrokken bij het gevangennemen van zwaarbewapende Duitsers. Deze werden op schuiten gevangen gehouden in de Biesbosch en later aan de geallieerden overgeleverd.

## Onderscheidingen
- Medal of Freedom op 18 januari 1947
- Militaire Willems-Orde (MWO.4) op 30 augustus 1948
- Member of the Order of the British Empire